# Kramerhof
Kramerhof es un municipio situado en el distrito de Pomerania Occidental-Rügen, en el estado federado de Mecklemburgo-Pomerania Occidental (Alemania), a una altura de 0.5 metros. Su población a finales de 2016 era de 1900 habs. y su densidad poblacional, 100 hab/km².